# Amsacta
Amsacta is een geslacht van vlinders van de familie spinneruilen (Erebidae).

## Soorten
- A. albistriga Walker, 1864
- A. aliena Kiriakoff, 1954
- A. aureolimbata Rothschild, 1910
- A. bicoloria (Gaede, 1916)
- A. cardinalis Butler, 1895
- A. collaris Hampson, 1891
- A. costalis Walker, 1864
- A. duberneti de Toulgoët, 1968
- A. emittens Walker, 1855
- A. flavicostata (Gaede, 1916)
- A. flavimargo Hampson, 1894
- A. fuscosa (Bartel, 1903)
- A. gangara Swinhoe, 1892
- A. grammiphlebia Hampson, 1901
- A. hampsoni Rothschild, 1910
- A. insolata Swinhoe, 1889
- A. lactinea Cramer, 1777
- A. latimarginalis Rothschild, 1933
- A. lineola Fabricius, 1793
- A. marginalis Walker, 1855

- A. marginata Donov., 1805
- A. melanogastra (Holland, 1897)
- A. moloneyi Druce, 1887
- A. moorei Butler, 1876
- A. negrita Hampson, 1894
- A. nigrisignata Gaede, 1923
- A. nivea Hampson, 1916
- A. octomaculata Rothschild, 1933
- A. paolii Berio, 1936
- A. rubricostata Bethune-Baker
- A. sarala Strand, 1919
- A. senegalensis Rothschild, 1933
- A. stygioides Rothschild, 1916